# Turn Off the Light, Vol. 1
Turn Off the Light, Vol. 1 è il terzo EP della cantante tedesca Kim Petras, pubblicato il primo ottobre 2018 dalla BunHead.

## Tracce
1. Omen – 1:40
2. Close Your Eyes – 3:56
3. Transylvania – 2:59
4. Turn Off the Light (featuring Elvira, Mistress of the Dark) – 3:12
5. Tell Me It's a Nightmare – 4:09
6. I Don't Wanna Die... – 2:07
7. In the Next Life – 3:45
8. Boo! Bitch! – 1:22